# Cantonul Gond-Pontouvre
Cantonul Gond-Pontouvre este un canton din arondismentul Angoulême, departamentul Charente, regiunea Poitou-Charentes, Franța.

## Comune
- Balzac
- Champniers
- Gond-Pontouvre (reședință)
- Saint-Yrieix-sur-Charente